# Кен (Калвадос)
Кен (фр. Caine) насеље је и општина у северној Француској у региону Доња Нормандија, у департману Calvados која припада префектури Caen.
По подацима из 2011. године у општини је живело 117 становника, а густина насељености је износила 48,55 становника/km². Општина се простире на површини од 2,41 km². Налази се на средњој надморској висини од 176 метара (максималној 193 m, а минималној 114 m).

## Демографија
| 1962. | 1968. | 1975. | 1982. | 1990. | 1999. | 2011. |
| ----- | ----- | ----- | ----- | ----- | ----- | ----- |
| 62    | 65    | 81    | 60    | 97    | 93    | 117   |

График промене броја становника у току последњих година